# Keumireu
Keumireu is een bestuurslaag in het regentschap Aceh Besar van de provincie Atjeh, Indonesië. Keumireu telt 380 inwoners (volkstelling 2010).